# Inkonzinnität
Inkonzinnität ist ein Begriff aus der Rhetorik. Man versteht darunter die bewusste Vermeidung von Parallelität. Diese kann als Mangel an Konzinnität und damit als Fehler gelten; sie kann aber auch ein bewusster Kunstgriff zur Vermeidung von Gleichförmigkeit sein. Letzteres kommt vor allem bei Tacitus häufig vor.
Inkonzinnität kann in der Syntax, in der Wortwahl (Wechsel im Ausdruck) oder in der Verwendung der Tempora (beispielsweise im Lateinischen historischer Infinitiv vs. Imperfekt/Perfekt) vorliegen. Auch die Verwendung von syntaktisch parallelen, aber semantisch unterschiedlichen Satzgliedern wird als Inkonzinnität bezeichnet. Beide Fälle lassen sich in der klassischen Rhetorik dem Zeugma zuordnen. 
Beispiele:
- „Bei Regen und wenn es schneit ...“ (syntaktische Variation: Substantiv/Nebensatz)
- „Germanien ist von den Sarmaten und Dakern durch gegenseitige Furcht und Berge getrennt.“ (semantische Variation zwischen Psychischem und Physischem; aus Tacitus, Germania 1)
- „Im Allgemeinen werden die Bewohner Göttingens eingeteilt in Studenten, Professoren, Philister und Vieh.“ (Heinrich Heine)